# Psilopterna alageza
Psilopterna alageza là một loài Trichoptera trong họ Limnephilidae. Chúng phân bố ở miền Cổ bắc.